# Лукаш Гураль
Лукаш Гураль (пол. Łukasz Góral; нар. 29 серпня 1980) — польський борець вільного стилю, бронзовий призер чемпіонату Європи.

## Життєпис
Боротьбою почав займатися з 1995 року.
Виступав за борцівський клуб «Будовляні» (Budowlani, Лодзь). Тренер — Павел Купінський (з 2000).

## Спортивні результати на міжнародних змаганнях

### Виступи на Чемпіонатах світу
| Змагання                        | Збірна | Вагова категорія          | Місце |
| ------------------------------- | ------ | ------------------------- | ----- |
| Чемпіонат світу з боротьби 2001 | Польща | вільна боротьба, до 58 кг | 18    |
| Чемпіонат світу з боротьби 2005 | Польща | вільна боротьба, до 60 кг | 22    |
| Чемпіонат світу з боротьби 2006 | Польща | вільна боротьба, до 60 кг | 24    |

### Виступи на Чемпіонатах Європи
| Змагання                         | Збірна | Вагова категорія          | Місце  |
| -------------------------------- | ------ | ------------------------- | ------ |
| Чемпіонат Європи з боротьби 2002 | Польща | вільна боротьба, до 60 кг | 18     |
| Чемпіонат Європи з боротьби 2003 | Польща | вільна боротьба, до 60 кг | 9      |
| Чемпіонат Європи з боротьби 2005 | Польща | вільна боротьба, до 60 кг | Бронза |
| Чемпіонат Європи з боротьби 2006 | Польща | вільна боротьба, до 60 кг | 16     |

### Виступи на інших змаганнях
| Змагання                                                    | Збірна | Вагова категорія          | Місце |
| ----------------------------------------------------------- | ------ | ------------------------- | ----- |
| Гран-прі Німеччини з боротьби 2002                          | Польща | вільна боротьба, до 60 кг | 8     |
| Олімпійський кваліфікаційний турнір з боротьби 2004 (Софія) | Польща | вільна боротьба, до 60 кг | 14    |
| Чемпіонат світу з боротьби серед студентів 2004             | Польща | вільна боротьба, до 60 кг | 10    |
| Гран-прі Німеччини з боротьби 2005                          | Польща | вільна боротьба, до 60 кг | 7     |
| Гран-прі Німеччини з боротьби 2006                          | Польща | вільна боротьба, до 60 кг | 8     |

### Виступи на змаганнях молодших вікових груп
| Змагання                                       | Збірна | Вагова категорія          | Місце |
| ---------------------------------------------- | ------ | ------------------------- | ----- |
| Чемпіонат Європи з боротьби серед юніорів 2000 | Польща | вільна боротьба, до 58 кг | 12    |